# Lusine Zakaryan
Lusine Zakaryan (in armeno Լուսինե Զաքարյան?; Akhaltsikhe, 1º giugno 1937 – Erevan, 30 dicembre 1992) è stata un soprano sovietico di etnia armena.
Cresciuta nella regione di Samtskhe-Javakheti nella Georgia meridionale, nel 1952 si trasferì con la sua famiglia ad Erevan, dove frequentò la scuola superiore di musica. Si iscrisse al Conservatorio Statale di Erevan nel 1957 e il suo talento canoro divenne subito chiaro.
Dal 1970 al 1983 cantò come solista con l'orchestra sinfonica della radio e della TV armena. Ha anche cantato nel coro del Sacro Occhio della Chiesa apostolica armena presso la cattedrale di Echmiadzin, ed è per la sua magnifica interpretazione di inni spirituali armeni secolari che ora è più ricordata.
La Zakaryan era anche nota per aver cantato il repertorio operistico internazionale, nonché la musica tradizionale armena e la musica sacra.